# Locomotiva FS 211
Le locomotive gruppo 211 erano locomotive a vapore con tender per treni merci, di rodiggio 0-3-0, pervenute nel 1919 alle Ferrovie dello Stato Italiane come risarcimento danni bellici.

## Storia
Le locomotive provenivano dal parco rotabili delle linee ferroviarie ungheresi dell'Impero austro-ungarico; erano state costruite in buona parte dalle fabbriche di locomotive Sigl e Neustädter Lokomotivfabrik di Vienna e MÁVAG di Budapest tra il 1868 e il 1878. Il gruppo "335" era stato costituito nel 1911 accorpando le locomotive simili di varie compagnie ferroviarie. In seguito alla sconfitta e alla dissoluzione dell'impero austroungarico al termine della prima guerra mondiale subì, come altri gruppi di locomotive, la cessione ad altri stati per ripagare i danni di guerra. L'Italia ne ebbe assegnate 3 unità, prese in carico dalle Ferrovie dello Stato ma presto demolite perché obsolete entro il 1928

## Corrispondenza locomotive ex MÁV e numerazione FS[2]
| Numero e gruppo FS | numero e gruppo MÁV | fabbrica      | anno di fabbricazione | demolizione o alienazione |
| ------------------ | ------------------- | ------------- | --------------------- | ------------------------- |
| 211.001            | 335.060             | MÁVAG         | 1878                  | ?                         |
| 211.002            | 335.088             | Sigl Neustadt | 1870                  | 1928                      |
| 211.003            | 335.151             | Sigl Neustadt | 1870                  | 1928                      |

## Caratteristiche
Le locomotive del gruppo 211 erano delle macchine per servizio merci a telaio esterno. Ad esse era accoppiato un tender a due assi. La caldaia era vapore saturo con pressione massima di esercizio di 8,5 bar. Il motore era a 2 cilindri a semplice espansione con distribuzione del vapore a cassetti piani e meccanismo di azionamento del tipo Stephenson. I cilindri avevano il diametro di 460 mm e una corsa di 632 mm. Il moto veniva applicato mediante biella motrice al secondo asse e mediante una biella di accoppiamento a tutti e tre gli assi. Raggiungevano la velocità massima di 45 km/h.